# Стојчићи (Крешево)
Стојчићи је насељено место у Босни и Херцеговини у општини Крешево. Административно припада Федерацији Босне и Херцеговине, односно њеном Средњобосанском кантону. Према попису становништва из 2013. у насељу је било 474 становника, а већинску популацију чинили су Хрвати.

## Становништво
По последњем службеном попису становништва из 2013. године у овом насељу живело је 474 становника, а село је било етнички хомогено са већинском хрватском популацијом.
| Националност | 2013. | 1991.        | 1981.        | 1971.        |
| Бошњаци      | —     | 6 (1,54%)    | 2 (0,90%)    | 24 (8,99%)   |
| Хрвати       | —     | 288 (73,85%) | 215 (96,85%) | 212 (79,40%) |
| Срби         | —     | 7 (1,79%)    | 0            | 30 (11,24%)  |
| Југословени  | —     | 25 (6,41%)   | 2 (0,90%)    | 0            |
| остали       | —     | 64 (16,41%)  | 3 (1,35%)    | 1 (0,37%)    |
| Укупно       | 474   | 390          | 222          | 267          |